# 서옥제
서옥제(壻屋制)는 고구려에서 혼인하던 풍습으로 데릴사위제 가운데 하나이다. 사위집이라고도 한다.
《삼국지》〈위지〉(魏志) 동이전(東夷傳) 고구려조에 따르면, 고구려 사람들은 말로써 혼약이 정해지면 처가에서 큰 본채 뒤에 작은 별채를 짓는데, 이를 서옥(壻屋, 사위집)이라 하였다. 해가 저물 무렵 남편이 처가 문 밖에 와서 이름을 밝히고 꿇어앉아 절하며 안에 들어가서 아내와 잘 수 있도록 요청한다. 이렇게 두세 번 청하면 아내의 부모가 별채에 들어가 자도록 허락한다. 자식을 낳아 장성하면 아내를 데리고 남편 집으로 돌아간다.
마치 데릴사위제 가운데 서류부가(壻留婦家)는 남자가 혼인을 한 뒤 일정 기간 처가에서 살다가 남자 집으로 돌아와 사는 혼인 형태이다.
이러한 서류부가의 혼속을 사위가 처가에 장기간 머물며 노력을 제공하는 봉사혼(奉仕婚)으로 규정하기도 한다. 이를 조선 중기 효종 때의 《반계수록(磻溪隨錄)》에는 “사대부가는 고루구간(固陋苟簡)하여 사위가 처가에 유한다. 그러므로 처를 취하지 않고 장가든다.”라고 표현하였다. 수천 년 내려온 서류부가의 혼속은 체류 기간이 조선 후기에는 1~3년으로 단축되었다.

## 같이 보기
- 데릴사위제
- 형사취수